# Cot Sren
Cot Sren är en kulle i Indonesien.   Den ligger i provinsen Aceh, i den västra delen av landet, 1 700 km nordväst om huvudstaden Jakarta. Toppen på Cot Sren är 31 meter över havet.
Terrängen runt Cot Sren är platt åt nordost, men åt sydväst är den kuperad. Runt Cot Sren är det tätbefolkat, med 319 invånare per kvadratkilometer. Närmaste större samhälle är Lhokseumawe, 16,3 km öster om Cot Sren. Trakten runt Cot Sren består till största delen av jordbruksmark.